# Antho arcitenens
Antho arcitenens är en svampdjursart som först beskrevs av Topsent 1892.  Antho arcitenens ingår i släktet Antho och familjen Microcionidae. Inga underarter finns listade i Catalogue of Life.